# AGS-30阿特蘭自動榴彈發射器
AGS-30「阿特蘭」（Атлант，意為：阿特蘭；俄罗斯国防部火箭炮兵装备总局代號：／）是一挻由前苏联（現在是俄罗斯）KBP儀器設計廠所研製及生產的30毫米自動榴弹发射器，是AGS-17的改進型，發射30×29毫米無彈殼榴彈。
AGS-30可裝設在三腳架、车辆、船隻和直升機以上使用。其設計的目的是摧毀敵方人員及載具，以保護使用方的步兵連。AGS-30已經被俄羅斯軍隊所採用。

## 設計
AGS-30與AGS-17一樣是班用步兵支援武器，設計上是架設在三腳架以上或安裝在裝甲戰鬥車輛載具以上。它在重量方面變得比AGS-17更為輕便（上彈以後的重量比起AGS-17下降了接近一半）、大大提高其流動性、便攜性（以小組為單位而言，它可以被很容易地分解並且摺疊，並且只由一個人攜帶或是在戰場上快速部署）以下仍然有同樣地可靠的性能，但有著更遠的射程、更高的射速和更好的精度。AGS-30具有更平滑的榴彈發射機構，以減輕發射時的後座力。AGS-30只有全自動射擊模式以簡化操作。
AGS-30使用改進型的後座作用原理的槍機結構，冷卻方式更順暢和顯著，以保持操作。每發榴彈在發射時，都會從膛線槍管射出，並且會迅速運動以減少槍管的高壓火藥燃氣的壓力。除了減少了後座力，榴彈彈射機構亦更為平滑。
AGS-30的榴彈都裝在一具重量大約是14公斤（30.86磅）的金屬製彈鼓以內，並且以不可散式彈鏈連接在一起。使用時彈鼓會鉤掛在機匣右側以防止掉落。彈鼓標準容量為30發榴彈（有異說為29發）。使用特別設計的改進型榴彈以後，AGS-30可以攻擊2,300公尺（2,515.31码）的主要目標並且造成極端的殺傷力。
AGS-30的三腳架為SAG-30（俄罗斯国防部火箭炮兵装备总局代號：），配有良好的平整彈道功能，由其是提供間接火力的時候。不使用的時候亦可將其摺疊以便運輸和攜帶。有意思的是，和AGS-17的三腳架的相異之處就是扳機位於右側的握把，而握把則安裝在不可或缺的三腳架搖架上，而不是直接安裝在槍體上，這是為了射擊時更容易控制和舒適。
AGS-30可裝上PAG-17光学瞄准镜，放大倍率為2.7倍，並具有夜間照明的功能，瞄準鏡拆卸以後可放在專用攜行袋內。

## 發展
前蘇聯解散以後，俄罗斯發現在第一次車臣戰爭時，自己方面處於一個劣勢。在1979年阿富汗战争以上，由於AGS-17的設計的成功，以致在1990年代初，KBP儀器設計局（前為為OKB-16設計局，位於俄罗斯城市圖拉）立即開始新型榴彈發射器的設計工作。俄羅斯軍隊需要一款可以在幾秒鐘以內很容易地對武裝分子藏身的建筑物進行搜索和瞄準他們攻擊的武器。全新設計的武器被證明非常可靠和致命。這款武器的另一項改進是它能夠保持令敵人難以偵測—減少發射時發出的聲音、槍口焰和AGS-30發射的榴彈擁有閃電般的槍口初速，都使得AGS-30很難察覺。它幾乎可以在任何地方正常地操作—將榴彈發射到建築物的窗口、泥地或是草地的表面。從1999年開始，AGS-30由俄罗斯科夫罗夫的V.A.捷格加廖夫工廠（V. A. Degtyarev Plant；）量產。2002年，AGS-30正式獲得採用。

## 彈藥
AGS-30和AGS-17一樣發射30×29毫米口徑（不可散式彈鏈接接）钢彈殼榴彈，有效致命半徑為7—9公尺（7.66—9.84码）。目前AGS-30可以發射兩種類型的彈藥，分別是：
- VOG-17：這是原來可用的30毫米榴彈，只有基本版本的定時引信。
- VOG-17M：這是原來可用的30毫米榴彈的改進型版本，並且裝有基本的高爆破片（俄语：Осколочно-фугасный снаряд）彈頭設計。榴彈的引信自毀時間為25—27秒。
- VOG-30：這是一種類似於VOG-17M的榴彈，但具有更好的爆炸物填充料和增強破片分散方面的設計，大大增加了爆炸的有效半径。
- GPD-30：2003年投入批量生產的榴彈，採用了特殊設計，可打擊超過2,000公尺（2,187.23码，6,561.68英尺，1.24英里）的目標。[4]

## 使用國

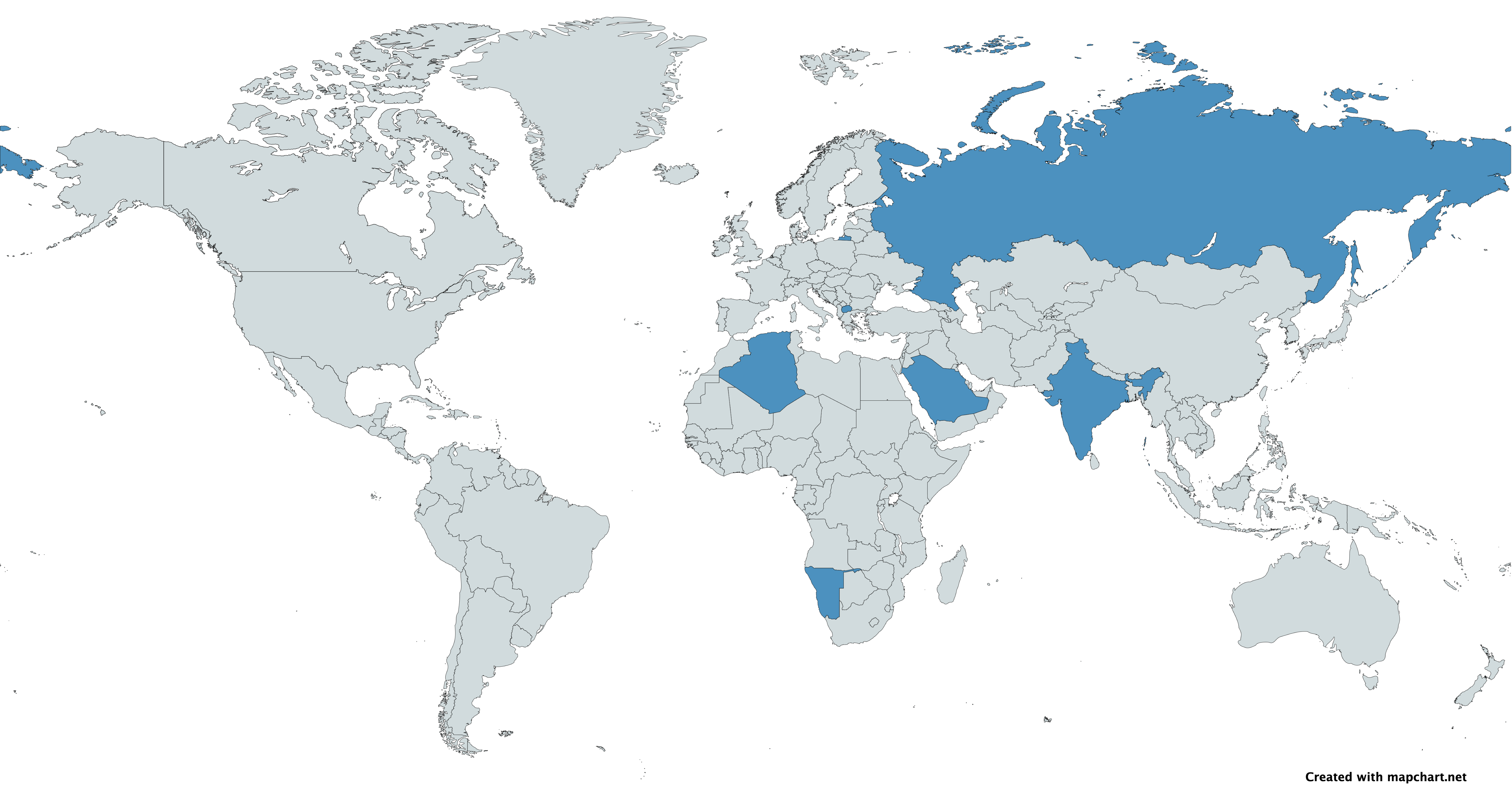
藍色為AGS-30「阿特蘭」的使用國。

- 亞美尼亞
- 印度：由蒂魯吉拉伯利軍械廠（英语：Ordnance Factory Tiruchirappalli）（簡稱：OFT）在兵工厂委员会（簡稱：OFB）以下本土生產。[5]
- 伊拉克库尔德斯坦
- 纳米比亚
- [6]
- 北馬其頓[7][8]
- 巴基斯坦
- 俄羅斯
- 沙烏地阿拉伯
- 叙利亚[9]
- 乌克兰：繳獲自俄軍。

## 流行文化

### 电子游戏
- 2006年—：安裝在越野车上。
- 2009年—：由黑俄羅斯國防軍（CDF）、俄羅斯武裝部隊和黑俄羅斯紅星運動所使用，裝上車輛載具上並且合稱為「UAZ（英语：UAZ-469） AGS-30」。
- 2010年—：以雙重武器的形象出現，僅在戰役模式出現。於關卡「Rebirth」中安裝在由美國海軍陸戰隊控制的BTR-60之上，並由玩家角色傑森·哈迪森所使用，奇怪地會在1960年代出現。
- 2016年—《逃离塔克夫》：在游戏中部分地图作为固定武器出现。
- 2018年—《少女前線》：萌擬人化的複數少女戰術人形，為首先登場的三組重裝部隊之一。

## 圖集

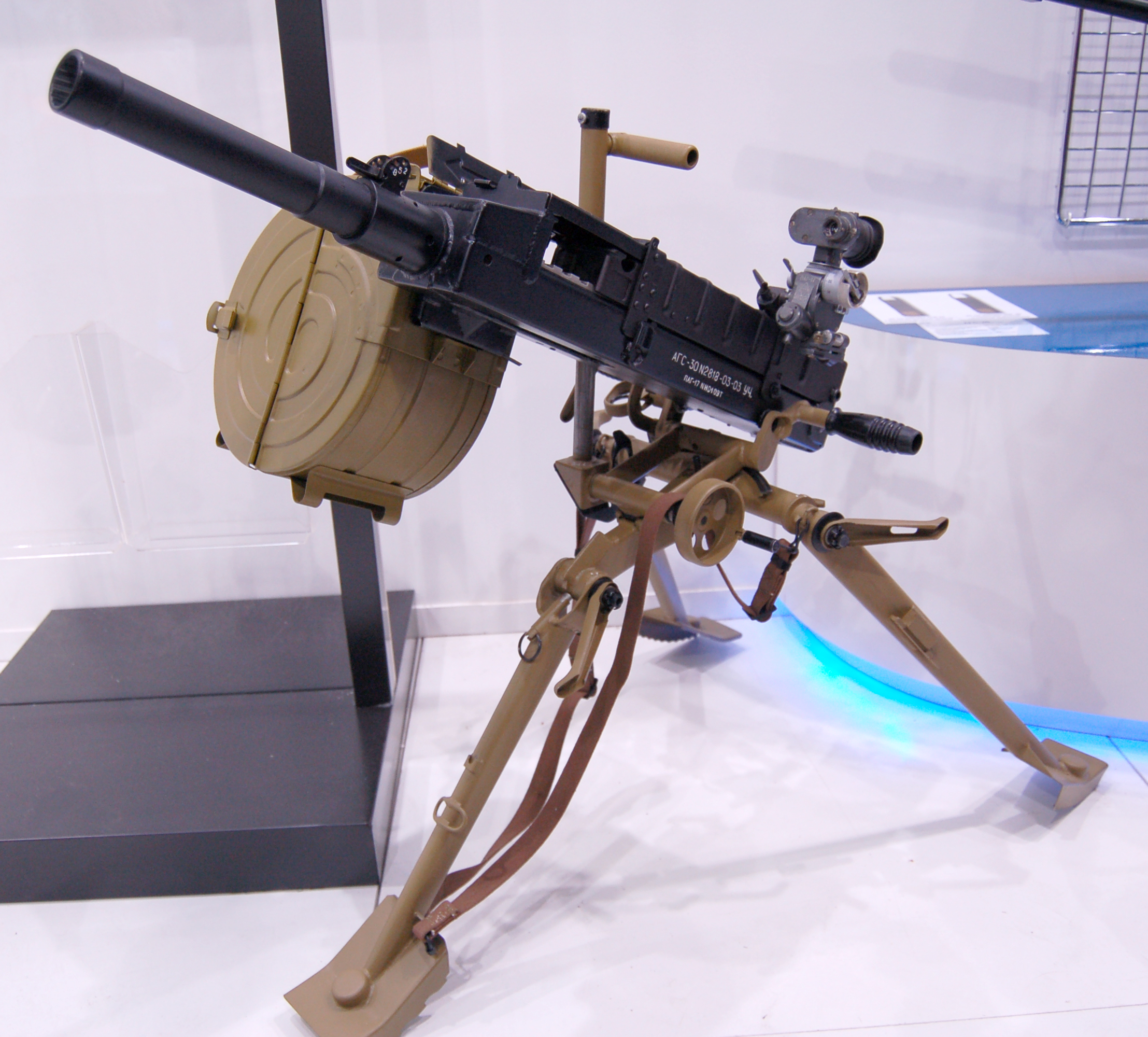
2009年莫斯科国际航空航天展览会上展出的AGS-30“阿特蘭”自動榴彈發射器
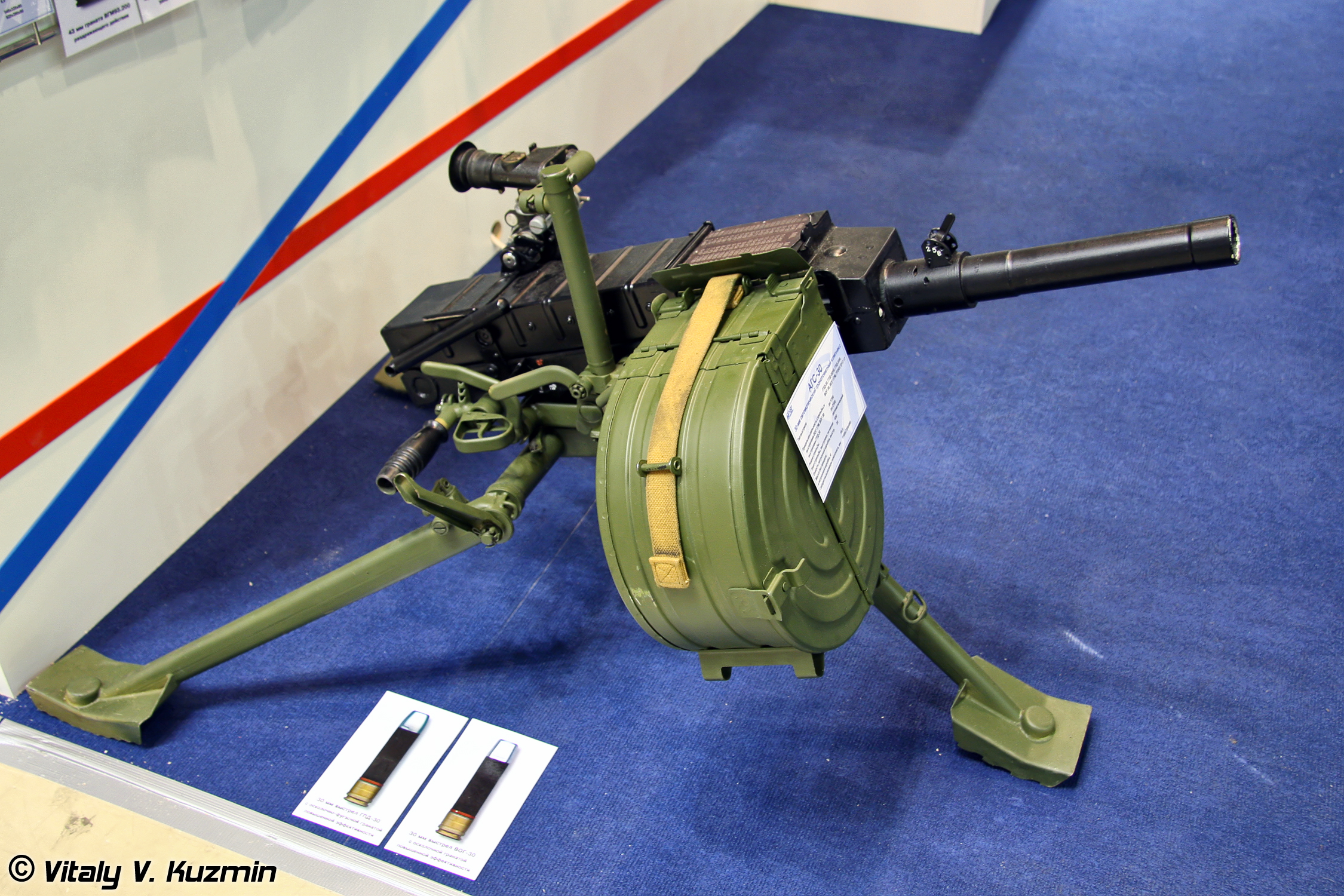
2011年俄羅斯國際軍警安防設備展（Interpolitex 2011）上展出的AGS-30“阿特蘭”自動榴彈發射器
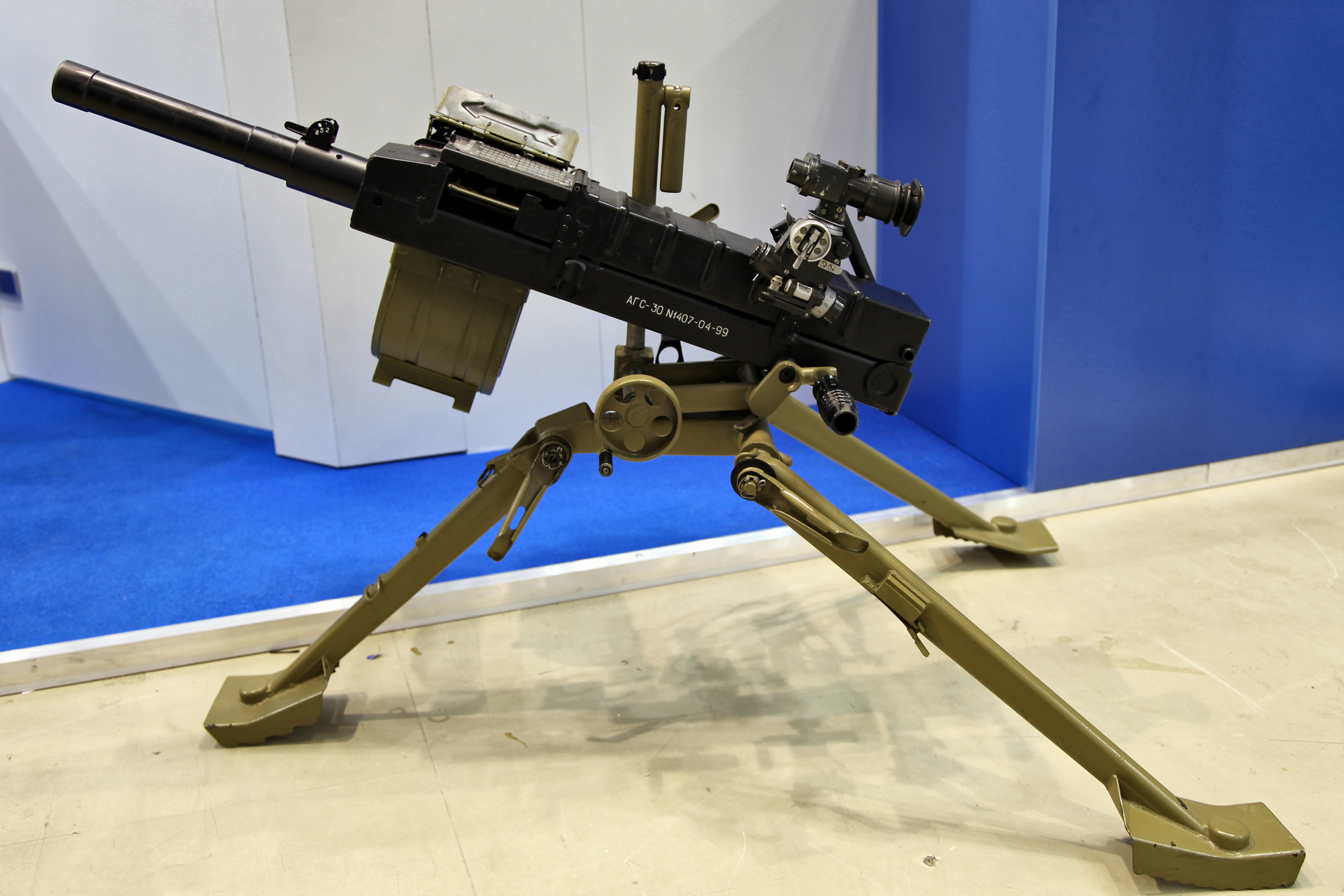
2012年俄羅斯國際軍警安防設備展上展出的AGS-30“阿特蘭”自動榴彈發射器
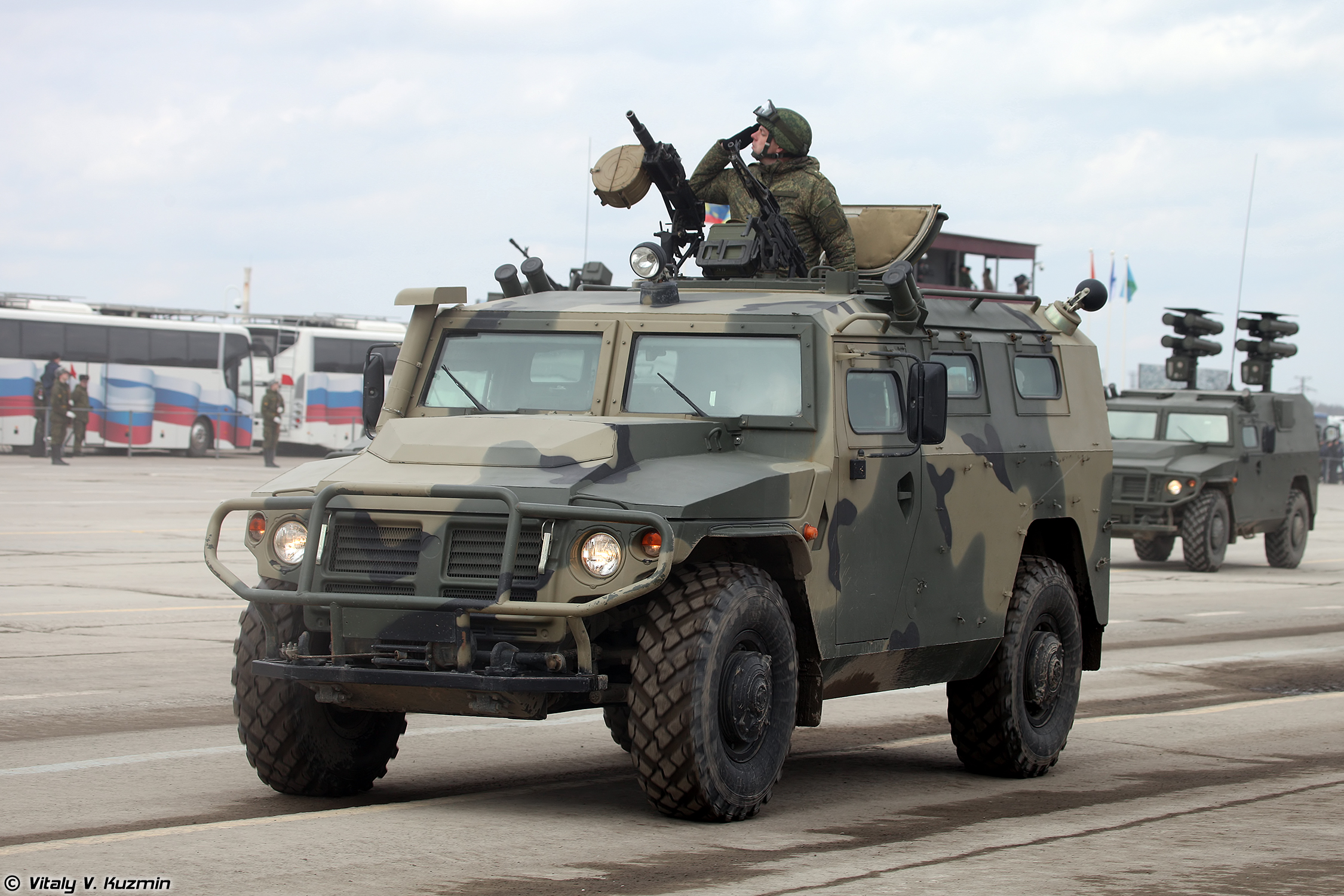
架設在ASN 233115 Tigr-M SPN裝甲車以上的AGS-30“阿特蘭”自動榴彈發射器

## 資料來源

## 外部連結
- （俄文）—KBP官方網站（页面存档备份，存于）
- （俄文）—V.A.Degtyarev Plant
- （英文）—Modern Firearms—AGS-30 grenade launcher / machine gun（页面存档备份，存于）
- （英文）—Weapon.ge—KBP AGS-30（页面存档备份，存于）
- （英文）—Zonawar.ru—AGS-30 automatic mounted grenade launcher
- （英文）—weaponsystems.net－AGS-17（页面存档备份，存于）
- （英文）—Military, Security and Civilian Guns and Equipment—KBP AGS-30 AGL（页面存档备份，存于）
- （英文）—.   [2010-09-22]. （原始内容存档于2016-03-04）.
- （俄文）—АГС-30（页面存档备份，存于）
- （俄文）—Видео на RuTube.ru: Военное дело: Гранатометы. АГС-17 «Пламя», АГС-30.
- （俄文）—АГС-30 - Характеристики, Описание + ФОТО!
- （俄文）—Open Joint Stock Company "V.A.Degtyarev Plant" / AGS-30 30 mm antipersonnel automatic grenade launching system
- （简体中文）—D Boy Gun World（槍炮世界）—AGS-30自动榴弹发射器（页面存档备份，存于）
- （繁體中文）—俄新網—俄羅斯展示世界最輕的自動榴彈發射器（視頻）